# Bumbarevo Brdo
Bumbarevo Brdo (cyr. Бумбарево Брдо) – wieś w Serbii, w okręgu szumadijskim, w gminie Knić. W 2011 roku liczyła 453 mieszkańców.